# Nieuw-Zeelands kampioenschap tijdrijden voor elite

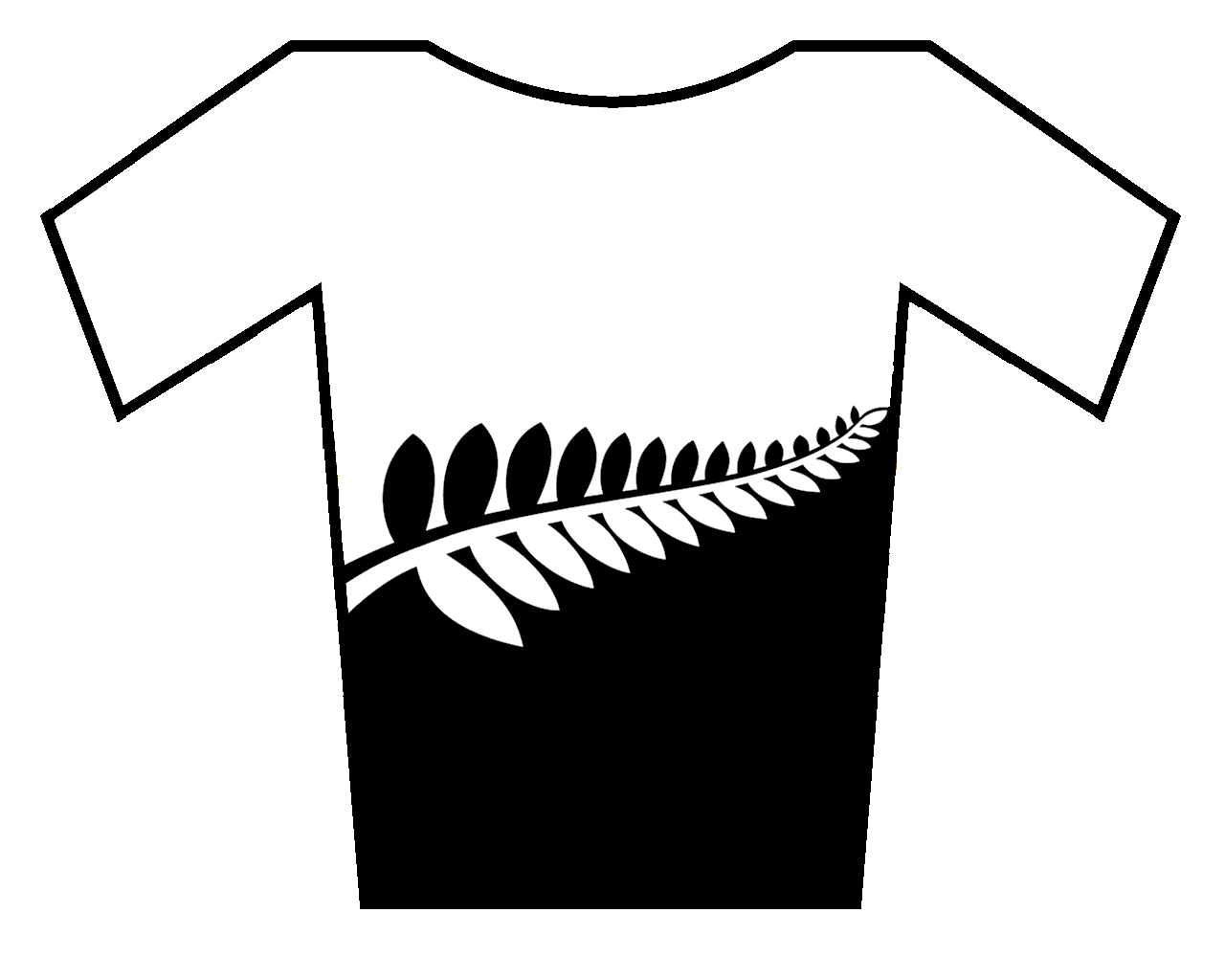
De Nieuw-Zeelandse kampioenentrui

Het Nieuw-Zeelands kampioenschap tijdrijden voor elite is een jaarlijkse tijdrit in Nieuw-Zeeland voor renners met Nieuw-Zeelandse nationaliteit ouder dan 23 jaar en/of lid van een professioneel wielerteam. Er wordt gereden voor de nationale titel.
De kampioenen van 2025 zijn Finn Fisher-Black bij de mannen en Kim Cadzow bij de vrouwen. Bij de mannen is Gordon McCauley met drie overwinningen recordhouder, bij de vrouwen zijn dit Melissa Holt en Georgia Williams met vijf zeges.
N.B. zie Nieuw-Zeelands kampioenschap wielrennen voor elite voor de wegwedstrijd.

## Mannen
| Jaar | Plaats           | Winnaar                | 2e               | 3e               |
| ---- | ---------------- | ---------------------- | ---------------- | ---------------- |
| 2025 | Timaru           | Finn Fisher-Black      | Aaron Gate       | Tom Sexton       |
| 2024 | Timaru           | Logan Currie           | Aaron Gate       | Laurence Pithie  |
| 2023 | Tokoroa          | Aaron Gate             | George Bennett   | James Oram       |
| 2022 | Cambridge        | Regan Gough            | Michael Vink     | Tom Sexton       |
| 2021 | Roto-o-Rangi     | Aaron Gate             | George Bennett   | Michael Vink     |
| 2020 | Cambridge        | Hamish Bond            | George Bennett   | Dylan Kennett    |
| 2019 | Napier           | Patrick Bevin          | Hamish Bond      | Hayden McCormick |
| 2018 | Napier           | Hamish Bond            | Michael Vink     | Jason Christie   |
| 2017 | Napier           | Jack Bauer             | Jason Christie   | Hamish Bond      |
| 2016 | Napier           | Patrick Bevin          | Thomas Scully    | Joseph Cooper    |
| 2015 | Christchurch     | Michael Vink           | Joseph Cooper    | Patrick Bevin    |
| 2014 | Christchurch     | Taylor Gunman          | Sam Horgan       | Jason Christie   |
| 2013 | Christchurch     | Joseph Cooper          | Paul Odlin       | Westley Gough    |
| 2012 | Lincoln          | Paul Odlin             | Sam Horgan       | Jesse Sergent    |
| 2011 | Christchurch     | Westley Gough          | Jesse Sergent    | Greg Henderson   |
| 2010 | Christchurch     | Gordon McCauley        | Jeremy Vennell   | Marc Ryan        |
| 2009 | Te Awamutu       | Jeremy Vennell         | Robin Neil Reid  | Chris Nicholson  |
| 2008 |                  | Logan Dennis Hutchings | Paul Odlin       | Gordon McCauley  |
| 2007 | Upper Hutt       | Glen Chadwick          | Gordon McCauley  | Aaron Strong     |
| 2006 | Dunedin          | Marc Ryan              | Robin Neil Reid  | Hayden Godfrey   |
| 2005 | Palmerston North | Robin Neil Reid        | Gordon McCauley  | Jeremy Vennell   |
| 2004 | Hokitika         | Heath Blackgrove       | Robin Neil Reid  | Jason Allen      |
| 2003 | Napier           | Gordon McCauley        | Heath Blackgrove | Glen Mitchell    |
| 2002 | Invercargill     | Gordon McCauley        | Glen Mitchell    | Hayden Godfrey   |
| 2001 | Tikorangi        | Brendon Mark Cameron   | Scott Guyton     | Bryce Shapley    |
| 2000 | Te Awamutu       | Lee Maxwell Vertongen  | Greg Henderson   | Gary Anderson    |
| 1999 | Mosgiel          | Darren Lee             | Chris Nicholson  | David Comeford   |
| 1998 | Auckland         | Darren Lee             | John Hume        | Robin Neil Reid  |
| 1997 | Pleasant Point   | Chris Nicholson        | Gordon McCauley  | Leon Hallet      |
| 1996 | Martinborough    | Greg Henderson         | Brian Fowler     | Jared Caldwell   |
| 1995 | Morrinsville     | Brian Fowler           | Matthew Brick    | Ewan McMaster    |

## Vrouwen
| Jaar | Plaats       | Winnaar           | 2e                | 3e                      |
| ---- | ------------ | ----------------- | ----------------- | ----------------------- |
| 2025 | Timaru       | Kim Cadzow        | Ella Wyllie       | Henrietta Christie      |
| 2024 | Timaru       | Kim Cadzow        | Mikayla Harvey    | Kate McCarthy           |
| 2023 | Tokoroa      | Georgia Williams  | Georgia Perry     | Sharlotte Lucas         |
| 2022 | Cambridge    | Georgia Williams  | Bronwyn MacGregor | Holly Edmondston        |
| 2021 | Roto-o-Rangi | Georgia Williams  | Jaime Nielsen     | Bronwyn MacGregor       |
| 2020 | Cambridge    | Teresa Adam       | Georgia Perry     | Bronwyn MacGregor       |
| 2019 | Napier       | Georgia Williams  | Rushlee Buchanan  | Holly Edmondston        |
| 2018 | Napier       | Georgia Williams  | Rushlee Buchanan  | Bronwyn MacGregor       |
| 2017 | Napier       | Jaime Nielsen     | Georgia Williams  | Rushlee Buchanan        |
| 2016 | Napier       | Rushlee Buchanan  | Jaime Nielsen     | Sharlotte Lucas         |
| 2015 | Christchurch | Jaime Nielsen     | Linda Villumsen   | Lauren Ellis            |
| 2014 | Christchurch | Jaime Nielsen     | Linda Villumsen   | Reta Trotman            |
| 2013 | Christchurch | Linda Villumsen   | Jaime Nielsen     | Georgia Williams        |
| 2012 | Lincoln      | Lauren Ellis      | Jaime Nielsen     | Alison Shanks           |
| 2011 | Christchurch | Sonia Waddell     | Jaime Nielsen     | Alison Shanks           |
| 2010 | Christchurch | Melissa Holt      | Alison Shanks     | Linda Villumsen         |
| 2009 | Te Awamutu   | Melissa Holt      | Sonia Waddell     | Dale Tye                |
| 2008 |              | Melissa Holt      | Rachel Mercer     | Alison Shanks           |
| 2007 |              | Alison Shanks     | Annelies Basten   | Dale Tye                |
| 2006 |              | Alison Shanks     | Josie Giddens     | Yvette Hill-Willis      |
| 2005 |              | Sarah Ulmer       | Melissa Holt      | Alison Shanks           |
| 2004 |              | Dale Tye          | Annaliisa Farrell | Tamara Boyd             |
| 2003 |              | Dale Tye          | Johanna Buick     | Penny Pawson            |
| 2002 |              | Melissa Holt      | Dale Tye          | Annaliisa Farrell       |
| 2001 |              | Melissa Holt      | Annaliisa Farrell | Tamara Boyd             |
| 2000 |              | Kirsty Robb       | Annaliisa Farrell | Benita Douglas          |
| 1999 |              | Annaliisa Farrell | Fanny Lariviere   | Benita Douglas          |
| 1998 |              | Kirsty Robb       | Annaliisa Farrell | Vanessa Cheatley-Guyton |
| 1997 |              | Charlotte Cox     | Janet O'Hara      | Tracey Laurence         |
| 1996 |              | Kathy Lynch       | Joanna Lawn       | Charlotte Cox           |
| 1995 |              | Jacqueline Nelson | Joanna Lawn       | Janet O'Hara            |